# Sellita
Sellita es una empresa relojera suiza con base en La Chaux-de-Fonds, en el cantón de Neuchâtel, que produce movimientos mecánicos. Fundada en 1950 por Pierre Grandjean, hasta el año 2003 la firma, dedicada a la manufactura de mecanismos, fue uno de los principales socios externos involucrados en la producción de los movimientos de ETA SA.

## Historia
Fundada en 1950, Sellita trabajó durante mucho tiempo como subcontratista de ETA SA Manufacture Horlogère Suisse, dedicada al montaje de algunos de sus movimientos. Sin embargo, a partir de 2003, la empresa inició la producción de sus propios movimientos, en gran medida inspirados en los de ETA, aprovechando el paso de una serie de patentes al dominio público. La empresa creció rápidamente, en parte porque la empresa matriz de ETA, el Grupo Swatch, decidió limitar el suministro de sus movimientos a empresas relojeras externas. Sellita se convirtió así en un importante proveedor para las marcas de relojes independientes, principalmente suizas, como Hublot, IWC, Oris y TAG Heuer, pero también de otros países, como Bell & Ross y Michel Herbelin en Francia o Meistersinger en Alemania. En 2019, la empresa produjo 1,2 millones de movimientos y cuenta con 700 empleados. En 2020, para aumentar su capacidad de producción, compró la empresa Helios, especializada en decoletaje (mecanizado de engranajes).

## Movimientos
Los movimientos de Sellita se basan en el diseño de los movimientos de ETA, y están pensados para ser instalados en lugar de estos. La firma ofrece principalmente los modelos siguientes:
- El SW200, reemplazo del ampliamente utilizado movimiento ETA 2824. Se ofrecen en diferentes versiones con fecha, día o indicador de reserva de marcha.
- El SW300, que apunta a un posicionamiento más exclusivo, más delgado que el SW200.
- El SW400, más grande que el SW200.
- El cronógrafo SW500, sucesor del Valjoux 7750.
- El movimiento SW100, de menor diámetro, más para relojes de mujer.
- El movimiento SW1000 de menor diámetro, también destinado principalmente a relojes de mujer.